# Pad nebeskog tela na Jupiter 2009.
Pad nebeskog tela na Jupiter 2009. godine ime je za događaj udara nebeskog tela asteroidne veličine u atmosferu Jupitera jula 2009.
Otkriven je od strane astronoma amatera Antonija Veslija na osnovu crne mrlje u Jupiterovoj atmosferi koju je prouzrokovao. Događaj se naziva i Veslijev udar po njegovom prvom posmatraču.

## Otkriće
Događaj je prvi put primećen 19. jula 2009. godine od strane australijskog astronoma amatera Antonija Veslija. Vesli je snimao Jupiter pomoću teleskopa reflektora prečnika od 36,7 cm. Kada je prvi put ugledao tamnu oblast na južnom obodu Jupiterovog diska, pomislio je da je u pitanju oluja uobičajena za atmosferu Jupitera. Međutim, kako je oblast počela da se prikazuje u potpunosti na snimku, vilo je jasno da oblast nije zatamnjenje koje bi odgovaralo oluji, već da je u potpunosti crna. Vesli nije imao načina da odredi prirodu porekla crne oblasti, već je svoje otkriće prosledio mejlom NASA-inoj Laboratoriji za mlazni pogon, koja je kontaktirala Kek 2 teleskop na Havajima kojim je potvrđeno otkriće. Dalja posmatranja vršena su pomoću NASA-inog infracrvenog teleskopa IRTF na Havajima.
IRTF je otkrio da je područje crne pege u vidljivom spektru analogno svetlijem području u infracrvenom spektru, što je značilo da je područje zagrejano u odnosu na okolinu. Zagrejano područje imalo je površinu od preko 100 miliona km², što je uporedivo sa površinom Tihog okeana. IRTF je takođe utvrdio povećanu gustinu čestica prašine u području iznad mesta udara. Ova otkrića dovela su do toga da se zaključi da je uzrok nastanka crne oblasti sagorevanje asteroida ili komete u Jupiterovoj atmosferi. Ovo je izazvalo veliku pažnju astronomske javnosti, budući da je prethodni sličan događaj bio udar komete Šumejker-Levi 9 (SL9) iz 1994. koji je naučnicima pružio značajne nove informacije o procesima u Jupiterovoj atmosferi i o ulozi Jupitera u Sunčevom sistemu kao "čistioca" kometa i asteroida.
Antoni Vesli prvi je detektovao i sledeći sličan događaj na Jupiteru, udar nebeskog tela iz 2010. godine.

## Analiza događaja
Događaj iz 2009. poređen je sa udarom komete SL9 i na osnovu toga izvedeni su zakčljuci o prirodi tela koje je udarilo u Jupiter. Veličina i temperatura pogođenog područja odgovarali su udaru koji je imao intenzitet milion puta veći od intenziteta udara atomske bombe bačene na Hirošimu (oko 13.000 megatona TNT-a). Poredeći sa efektom SL9 komete, ovo daje za prečnik tela koje je udarilo 2009. red veličine od nekoliko stotina metara.
Dodatnu informaciju, astronomima je pružila i činjenica da pre udara objekat nije bio primećen. U koliko je objekat kometa, ovo bi značilo da je u pitanju manja kometa koja na Jupiterovoj orbiti još nije aktivna (nema rep). Druga mogućnost bila je da je udar prouzrokovao stenoviti asteroid ili Jupiterov ledeni satelit manjih dimenzija. Ukoliko se pretpostavi da je objekat veličine manje od 1 km, čak i sa jediničnim albedom, njegova prividna magnituda bila bi 25, što bi značilo da su samo najosetljivi teleskopi na Zemlji mogli da ga detektuju i to u posebnim modovima predviđenim za detekciju malih tela u Sunčevom sistemu. Zbog toga se procena veličine tela uklapa u činjenicu da nije detektovano pre udara.
Merenja teleskopom Habl potvrdila su da je oblast udara jedinstvena, što je smanjilo verovatnoću da je udar izazvala kometa, budući da bi se većina kometa raspala na više fragmenata pre udara. Dodatnu potvrdu da udar nije izazvala ni kometa, niti manji Jupiterov ledeni satelit, već stenoviti asteroid donela su proučavanja prašine koju je udar izbacio izvan Jupiterove atmosfere i njene interakcije sa magnetosferom Jupitera. Naime, detektovano je pojačano radio-zračenje sa Jupiterove magnetosfere sličnih osobina koje ime i radiozračenje iz Zemljine magnetosfere nakon velikih vulkanskih erupcija. Na Zemlji naelektrisane čestice silikatne prašine koje predstavljaju osnovni sastojak vulkanskog pepela bivaju zarobljene u magnetnom polju Zemlje i krećući se po linijama sile magnetnog polja zrače u radio oblasti. Pojačano radio-zračenje u Jupiterovoj atmosferi predstavljalo je dokaz za silikatnu prirodu čestica izbačenih prilikom udara, a time i za stenovitu prirodu objekta koji je udario u Jupiter. Zbog svih dokaza, smatra se da je nebesko telo koje je jula 2009. izazvalo tamnu oblast u atmosferi Jupitera asteroid veličine od 200 do 500 m.
Događaj iz 2009. bio je značajan za razumevanja procesa u Jupiterovoj atmosferi i magnetosferi. Sledeće godine desio se sličan udar nebeskog tela na Jupiter, koji je potvrdio da su udari asteroida česta pojava na Jupiteru i da je Jupiter zaista "čistilac" Sunčevog sistema.